# Dio della vendetta
Dio della vendetta (Got fun Nekome) è un'opera teatrale del drammaturgo polacco Sholem Asch, scritta in Yiddish, ma andata in scena per la prima volta in lingua tedesca a Berlino nel 1907. Pur rivelandosi un grande successo di pubblico e venendo rapidamente tradotto e rappresentato in tutta Europa, Dio della vendetta dovette affrontare dure battaglie legali e scontri con la censura per le sue tematiche ritenute oscene, tra cui la prostituzione e l'omosessualità femminile. Forti critiche arrivarono dall'interno della stessa comunità ebraica da cui Asch proveniva ed esponenti di spicco dell'ebraismo e rabbini condannarono il dramma come antisemita per la sua rappresentazione degli ebrei polacchi. Isacco Leyb Peretz, tra i primi a leggere la bozza del dramma, consigliò ad Asch di bruciarlo, ma il drammaturgo scelse invece di contattare il Detsches Theater di Berlino per portare in scena la sua opera.

## Trama
Yankl Tshaptshovitsh e la moglie Soreh gestiscono un bordello nello scantinato della loro casa in una cittadina ebraica polacco. La prostituzione rende bene alla famiglia, ma l'immoralità dell'impresa non permettere ai Tshaptshovitsh di ascendere socialmente come vorrebbero e, soprattutto, di trovare un buon partito per la figlia adolescente Rivkele. I soldi della famiglia tuttavia garantiscono un certo prestigio e alla fine la shadchanit (la paraninfa) trova un giovane devoto studente disposto a sposare Rivkele. Per farsi apprezzare dalla comunità religiosa locale, Yankl commissiona anche una costosa Torah, che custodisce nella camera della figlia. Rivkele tuttavia non è interessata al matrimonio e ogni sera sgattaiola nello scantinato, dove si incontra con una prostituta di cui è innamorata. Quando Yankl lo scopre si infuria al punto di scagliare la Torah a terra, ripudiare la figlia e la costringerla a prostituirsi.

## Storia degli allestimenti

### Il debutto europeo
La pièce debuttò al Deutsches Theater di Berlino il 19 marzo 1907, per la direzione artistica di Max Reinhardt e Rudolph Schildkraut nel ruolo principale. Reinhardt e Schildkraut avevano già ottenuto un grande successo l'anno prima con un'altra opera con una forte tematica ebraica, Il mercante di Venezia, con Schildkraut nel ruolo di Shylock. Asch, che aveva molto apprezzato l'allestimento della commedia shakespeariana, aveva scritto Dio della vendetta durante l'estate del 1906 in risposta al Mercante di Venenzia, con il ruolo di Yankl scritto appositamente per Schildkraut. L'allestimento in lingua tedesca, diretto da Ephraim Frish e intitolato Gott der Rache, rimase in cartellone da marzo fino all'8 settembre, in repertorio con Fratello e Sorella di Goethe, Romeo e Giulietta e L'ispettore generale di Gogol'.
Dio della vendetta fu la prima opera teatrale in Yiddish ad essere tradotta e rappresentata in tutta Europa. Dopo il debutto a Berlino, Asch si recò a San Pietroburgo per la prima russa. La tematica e l'ambientazione scabrosa incentrata intorno al bordello suscitò un grande interesse per il dramma in tutto il continente e l'opera fu rapidamente messa in scena in polacco, rumeno, ebraico, inglese, italiano, francese, olandese, ceco, svedese e norvegese. Nel 1912 la succursale russa di Pathé  realizzò un adattamento cinematografico del film con Israel Arko e Misha Fishzon, ora ritenuto perduto. Nonostante il grande successo europeo, Dio della vendetta rimase prevalentemente un trionfo del teatro in Yiddish, sia a livello di produzioni amatoriali di compagnie filodrammatiche che in produzioni di professionisti.
In Italia il successo del dramma si lega soprattutto ad Alfredo De Sanctis, che, nel 1916, diresse la pièce ed interpretò Yekel più volte al Teatro Argentina di Roma, al Goldoni di Venezia e al Carignano di Torino, con una giovane Paola Borboni nel ruolo di Rivkele. Fu proprio al Carignano che Antonio Gramsci vide Dio della vendetta, di cui in seguitò parlò in Letteratura e vita nazionale. Pur evidenziando un "blando romanticismo di maniera", Gramsci fu colpito dalla figura di Yekel e dalla sua lotta con "il vecchio dio che travolge la sua credenza, ricacciandolo nel fango". Gramsci lodò l'interpretazione di De Sanctis e descrisse anche l'apprezzamento del pubblico, riportando che l'ultima scena "ha procurato agli attori cinque o sei chiamate".

### Negli Stati Uniti
Nel 1907, a pochi mesi dal debutto, l'attore e produttore David Kessler, stella del teatro Yiddish, portò Dio della vendetta in scena a New York per la prima volta, ma nella sua lingua originale e non in una traduzione in inglese. Le reazioni furono contrastanti e il testo risultò divisivo all'interno della stessa comunità ebraica. I giornali gestiti da ebrei ortodossi etichettarono il dramma come immorale ed indecente, mentre i radicali ne lodarono la bellezza ed il valore molare e artistico. Alcune delle scene più provocative e controverse, come la scena saffica dell'amore tra la figlia del tenutario del bordello e la prostituta, furono modificate o tagliate, ma non fu sufficiente per placare l'ira degli spettatori più conservatori. Anche i sostenitori della pièce ebbero difficoltà a giustificare alcuni aspetti dell'opera di Asch, ritenendo che la caratterizzazione della famiglia ebraica fosse poco autentica, così come l'uso che Yankl fa della Torah. Dio della vendetta inoltre semprava appoggiare lo stereotipo che legava gli ebrei alla prostituzione. Da un punto di vista artistico, il secondo atto fu lodato per la sua bellezza, ma i critici ebbero da ridire sul primo e terzo tempo.
Isaac Goldberg tradusse Got fun nekome in inglese nel 1922 e la versione anglofona del testo, God of Vengeance, fece il suo debutto al Provincetown Theatre nel dicembre 1922, prima di essere riproposta al Greenwich Village Theatre di New York e all'Apollo Theatre di Broadway dal febbraio 1923. Schildkraut tornò a interpretare il ruolo di Yankl in un cast che comprendeva anche Morris Carnovsky e Sam Jaffe. Il dramma rimase in scena per sei settimane prima che l'intera compagnia, il produttore Harry Weinberger e i proprietari del teatro fossero portati in giudizio e condannati per oscenità. Weinberger, che oltre ad essere un produttore era anche un eminente avvocato, difese la compagnia in tribunale contro gli attacchi guidati dal rabbino Joseph Silberman, che aveva dichiarato che Dio della vendetta fosse un diretto attacco alla religione ebraica e che neanche il più grande antisemita avrebbe potuto scrivere qualcosa del genere. Il mondo della cultura si schierò tuttavia a favore di Asch e tra loro eminenti nomi come Constantin Stanislavsky, Eugene O’Neill, Frank Crane ed Abraham Cahan. Dopo la condanna iniziale, Weinberger continuò a lottare in tribunale per altri due anni, quando la sentenza iniziale di oscenità fu finalmente ribaltata. In totale, Dio della vendetta rimase in scena a Broadway per 133 repliche.

### Altri problemi con la censura
Nel 1923 l'acclamata compagnia teatrale Yiddish-lituana Vilna Troupe (ווילנער טרופע) provò a portare il dramma in lingua originale sulle scene londinesi. La compagnia presentò all'ufficio della censura gestito dal Lord Ciambellano una versione edulcorata della trama, in cui il bordello veniva descritto come un sordido locale di cabaret invece che come un postribolo. Con le prostitute descritte come cantanti, il dramma ebbe l'approvazione per andare in scena, ma il raggiro non durò a lungo. Il critico del Sunday Express si recò al Pavilion Theatre di Whitechapel e scoprì la verità, riportandola al Lord Ciambellano. Dio della vendetta fu quindi sospeso dopo sole cinque rappresentazioni. La censura londinese proibì nuovamente il suo allestimento nel 1946, su consiglio di influenti rappresentanti della comunità ebraica inglese, che consideravano il testo antisemita, ma dopo la guerra e l'Olocausto lo stesso Asch ormai aveva perso fiducia nella sua opera. Quando una compagnia teatrale di Città del Messico si procurò i diritti per mettere in scena una rappresentazione, Asch sconsigliò loro di procedere con il progetto, ritenendo che le situazioni descritte nella pièce fossero datate e che avessero perso di attualità.

## Nella cultura di massa
Nel 1908 lo scrittore David Frishman scrisse una parodia di Dio della vendetta, intitolato Dio della misericordia. Nella risposta di Frishman al dramma di Asch, Yankl e Soreh sono i genitori del religiossissimo Ruvendl e, preoccupati per lo scarso interesse del figlio per le ragazze, i genitori ingaggiano una bellissima ragazza per sedurre il giovane. Scandalizzato e orripilato dalla prospettiva del sesso, l'aspirante rabbino Ruvendl fugge da amici per dedicarsi esclusivamente allo studio. Laddove Asch proponeva una scena saffica, Frishman scrisse invece un pastiche omoerotico in cui il compagno di yeshiva di Ruvendl prova a sedurlo.
La drammaturgo statunitense Paula Vogel racconta la storia della genesi del dramma nella sua pièce Indecent, debuttata a Yale nel 2015. La Vogel si concentra soprattutto sul debutto statunitense di Dio della vendetta e della censura delle scene riguardanti l'omosessualità femminile. Il dramma è andato in scena a Broadway per 128 repliche nel 2016 ed è stato candidato al prestigioso Tony Award alla migliore opera teatrale.

## Edizioni italiane
- Sholem Asch, Il dio della vendetta: Dramma in tre atti, traduzione di Sigrid Sohn, Free Ebrei - teatro, 2019, ISBN 978-1095513941.